# Saint-Pierre-de-Chignac
Saint-Pierre-de-Chignac é uma comuna francesa na região administrativa da Nova Aquitânia, no departamento Dordonha. Estende-se por uma área de 15,73 km². Em 2010 a comuna tinha 893 habitantes (densidade: 56,8 hab./km²).